# Гольденберг, Александр Иванович
Александр Иванович Гольденберг (1837, Москва, — 19 июня [2 июля] 1902, Санкт-Петербург) — российский педагог-математик и методист, один из основоположников методики начальной арифметики в России. Член Санкт-Петербургского математического общества.

## Биография
Родился в семье известного в своё время гомеопата, «врача по вольной практике» Ионы Фёдоровича Гольденберга (1812—1888). Окончил 3-ю Московскую реальную гимназию, затем — физико-математический факультет Московского университета (1858) и Михайловскую артиллерийскую академию (1861). В совершенстве изучил французский, немецкий и латинский языки, с ранних лет занимался музыкой у известного пианиста Л. Оноре.
Четыре года служил артиллерийским офицером. С 1865 года был назначен преподавать математику во 2-й Московской военной гимназии, но в 1867 году вышел в отставку и поселился в Москве. Давал частные уроки и преподавал в различных учебных заведениях: Лубянских женских курсах, педагогических курсах при московском обществе воспитательниц и учительниц; в 1873—1875 годах был директором Поливановской земской учительской школы.
В 1879—1882 годы издавал первый журнал по элементарной математике «Математический листок».
С 1884 года жил и работал в Санкт-Петербурге: в земской учительской школе, на курсах П. Ф. Лесгафта и др.
Умер 19 июня (2 июля) 1902 года в Санкт-Петербурге. Был похоронен в Москве, на кладбище Алексеевского монастыря.
На его сестре, Ольге Ивановне Гольденберг, был женат публицист Николай Семёнович Скворцов (1839—1882).

### Математик-методист
А. И. Гольденберг оказал влияние на движение за реформу преподавания математики в России в конце XIX века, развивая методику арифметики, основы которой заложил В. А. Латышев. В 1876 году в первом томе «Учебно-воспитательной библиотеки», издававшейся учебным отделом Московского общества распространения технических знаний, он поместил статью, в которой подверг обстоятельному разбору методику В. А. Евтушевского, который приспосабливал метод Грубе к условиям русской школы (с резкими возражениями против метода Грубе выступил ещё в 1874 году в «Отечественных записках» Л. Н. Толстой; противником этого метода был также С. А. Рачинский). В 1880 году в «Русских ведомостях» была напечатана его критическая статья на методику арифметики В. Воленса под заглавием «Немецкие измышления в русской школе». Гольденберг считал, «что методика начальной арифметики вступит на правильный путь с того лишь дня, когда освободится от измышления немецкого педагога, от монографического изучения чисел». Результатом размышлений явилась «Методика начальной арифметики: Руководство для учительских семинарий и институтов, для народных учителей и учительниц» (1885), выдержавшая 25 стереотипных изданий. Считая, что арифметические задачи не цель, а средство обучения, Гольденберг в 1895 году выпустил «Сборник задач и примеров для обучения начальной арифметике» (Вып. 1—2, 1885); он исключил задачи «на правило», считая, что «рутина освобождает ученика от необходимости мыслить»; сделал попытку классификации задач, разбив их на арифметические и алгебраические, сформулировал основные этапы решения, раскрыл типичные приёмы рассуждений для целого ряда типовых задач. Всего им было составлено четыре задачника по арифметике для средних учебных заведений.
Его лекции на краткосрочных педагогических курсах издавались после его смерти: «Системы счисления», 1923.